# Бездански дамаст
Бездански дамаст је текстилни производ са заштићеним географским пореклом. Реч је о специфичном умећу ручног ткања орнаментисаног дамаста жакар техником. Бездански дамаст се тка од свиле и памука искључиво ручно, на механичким разбојима жакард ткања са бушеним картицама, које је давне 1871. у Бездан донео Јанош Шмит, уметнички ткач из Чешке.
Бездански дамаст се налази на листи нематеријалног културног наслеђа Србије.

## Историја
Године 1801, француски проналазач Жозеф Мари Жакар патентирао је механички ткачки разбој, који је по њему је назван „Жакарова машина”, односно Жакаров разбој. Жакар је потекао из ткачке породице и одатле његова потреба да олакша дуготрајан, досадан и једноличан посао ткача. Тако је конструисао разбој који за ткање шара користи низ бушених картица. Бушене картице служе за контролу операција. Различите комбинације убушења на картицама креирају су различите шаре и дезене истканог материјала. Најједноставније понављајуће шаре могу су да стану на једну картицу док оне сложеније захтевају читав шпил. Бушене картице су израђене од прешпан картона. Картица је дужине 40 cm и ширине 4, 6 или 8 cm, зависно од ширине разбоја. Сашивене су у низ од 250 – 300 комада. Овај низ је шема за бордуру или дезен на средини тканине. Бушене картице су у наредном периоду интензивно коришћење за аутоматизацију различитих поступака. Жакаров разбој је одиграо значајну улогу и у развоја првих рачунара. Идеја да се систем изгради и контролише коришћењем бушених картица постала је основа рачунарског програмирања.
Разбоји на којима се данас израђује Бездански дамаст су аутентични, донети у Бездан из Чешке, где су направљени крајем 19. века. Рађени су ручно, техником закивања, лепљења и чеповања.
Повељом царице Марије Терезије 10. априла 1772. Бездан је добио статус “слободне и краљевске варошице”, значајну привилегију коју су њени житељи платили 1.010 форинти. Тада је насеобина бројала 400 кућа, а у њој је, поред пољопривредника и рибара, добре приходе остваривао и 51 занатлија. Међу њима је предњачило 15 ткача, ускоро и цеховски добро организованих.
Године 1871. у Бездан се доселио уметнички ткач Јанош Шмит, који је ову ткачку традицију унапредио и из основа изменио. Добивши државну потпору, са обавезом да запосли најмање 5 нових радника, он је напустио доташњи рад са кудељом и ланом и прешао на ткање дамаста од увозног, специјално обрађеног лана из Чешке и Енглеске. Ткало се тада најсавременијом технологијом, на Жакаровим разбојима.
Ова технологија се, у неизмењеном стању, одржала до данашњих дана. Данас је бездански дамаст на тржишту текстила синоним за ексклузивно опремање угоститељства и домаћинства.

## Израда тканине
За ткање на разбоју потребне су припреме основе и потке. Припрему основе ради сновач, сновањем памучног предива. Предиво је мерцеризирани, бељени, чешљани и газирани памук. Припрема потке је шпулнање рајон свиле, која је бељено сјајна или бојена. Вискозна бојена свила одликује се високом постојаношћу боја према прању и светлости. Дезени се формирају помоћу бушених картица, преплетањем основе и потке. Левом ногом на шамли или подношки разбоја, дизањем и спуштањем, убацује се картица на механизам помоћу којег се диктира зев разбоја, уједно и дезен. Ткач радом даје облик и величину дезена.
Израда ткања је ручна. Ткач синхронизованим покретима обавља ткање наизменичним радом обе руке и ноге. Левом руком брдом разбоја набија се густина нити, десном руком трзајем покреће чунак који носи потку лево-десно по ширини. Десном ногом на шамли отвара зев. Левом ногом се диже и спушта шамла која убацује картицу дезена. Шамле или подношке су дрвене летве, једна до друге осам комада. Нога клизећи прелази са једне на другу, сваку треба притиском одрадити за преплетај жакард ткања. Описане покрете треба урадити 28 пута да би се откао један центиметар дамаста.
Испод брда разбоја налази се ваљак на који се намотава откани дамаст, са сваким намотајем се држи основа затегнута. На ваљак се може намотавати до 30 м дамаста. Након тога се исеца и ради се дорада - шивење и порубљивање салвета и столњака, шивење постељине, или израда ажура уместо поруба на салветама и столњацима. За израду овог комада тканине потребно је скоро 12 сати. Најбитније је шодровање - спајање старе и нове основе. Свака нит мора се посебно шодровати, јер ако се погреши, неће моћи касније да се тка.
Сваки комад дамаста има своју целину атласног дела, бордуре дезена и средину дезена. Дезени безданског дамаста се деле на цветне, геометријске, ловачке и глат ткање. Цветни дезени су углавном намењени опремању домаћинства и за израду поклон гарнитура, док су геометријски и ловачки намењени за опремање угоститељских објеката.

## Нематеријално културно наслеђе
На сесији Националног комитета за нематеријално културно наслеђе, независног тела формираног при Министарству културе и информисања, донета је 13. децембра 2018. године, одлука да се Бездански дамаст уврсти у Национални регистар нематеријалног културног наслеђа Републике Србије.
Значајан допринос очувању елемента нематеријалног културног наслеђа јесте и квалитет извођења, односно одржавање високих стандарда квалитета материјала, првенствено предива. На тај начин се постижу пуни ефекти и у квалитету и у трајности, као и естетској вредности, а по уверењу Националног комитета, неспоран је и утисак патине старих времена. Машине, алати и припадајућа опрема, донети почетком 19. века у Бездан, и даље служе за израду ове тканине и уживају статус културног доба под заштитом државе.
Национални комитет за нематеријално културно наслеђе Републике Србије на састанку одржаном 13. децембра 2018. године донео је одлуку о упису Безданског дамаста у Национални регистар нематеријалног културног наслеђа Србије.